# Onthophagus furcaticeps
Onthophagus furcaticeps là một loài bọ cánh cứng trong họ Bọ hung (Scarabaeidae).